# Коральпи
Коральпи (нім. Koralpe, також Коральм, нім. Koralm, Гола Планіна словен. Gola planina або словен. Golica) — гірський хребет в південній Австрії, який відділяє східну Каринтію від південної Штирії. У південній частині хребет тянеться в Словенію. Простягається з півночі на південь, він обмежений річкою Лавант на заході і річкою Зюльм на сході. Найвища точка — гора Гроссе Спайккогель (2140 м), що є популярним місцем туризму, а також вузлом для спостереження за повітряним простором. На півдні, в словенській території, він межує з гірським хребтом Козяк.

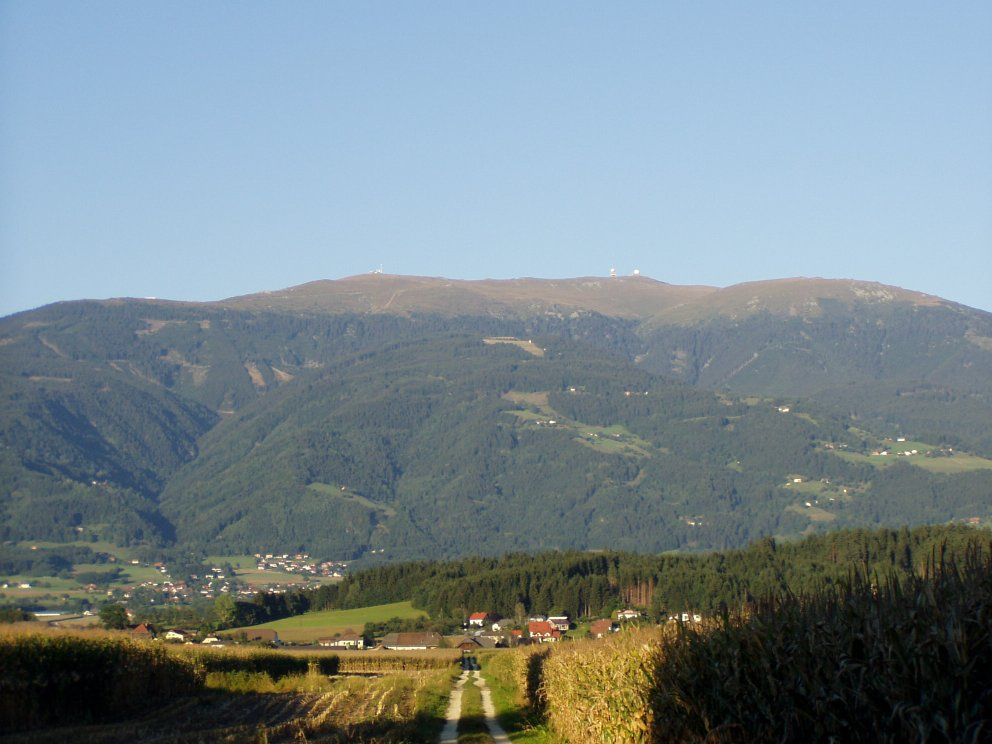
Найвища вершина Коральп

Коральпи складаються в основному з метаморфічних порід, з яких деякі становлять значний інтерес для геологів і колекціонерів напівкоштовних каменів. Всередині і навколо Вайнебене (також популярної рекреаційної та туристичної зони) є пегматитові пласти, які містять значну кількість сподумену, що робить цей район найвідомішим літієвим родовищем в Європі. Поклади кварцу і польового шпату, разом з густими лісами, послужили основою для промислового виробництва скла і порцеляни у минулому.
Залізниця Коральм знаходиться на стадії будівництва. Вона зв'яже провінційні столиці Клагенфурт і Грац через тунель Коральм під Коральпами у 2022 році.